# Gemeentewet (België)
De Gemeentewet van 30 maart 1836 is de Belgische wet die de organisatie en werking van de gemeenten regelde.
Ze is vervangen door de Nieuwe Gemeentewet van 1988 en de gewestdecreten (Vlaanderen: Gemeentedecreet, nadien het Decreet Lokaal Bestuur).
Artikel 108 (huidig artikel 162) van de Belgische Grondwet voorzag dat de wet de gemeentelijke en provinciale instellingen zou regelen. Dit werd gedaan met enerzijds de Gemeentewet van 30 maart 1836 en anderzijds de Provinciewet van 30 april 1836, gemaakt onder de regering-De Theux de Meylandt I.
Op dat moment waren er 2.739 Belgische gemeenten.
De Nederlandse tekst van de wet is vastgesteld bij koninklijk besluit van 21 november 1927.

## Inhoud
De wet had twee titels:
- Titel I: Over het gemeentelichaam (Du corps communal)
- Titel II: Over den gemeentelijken werkkring (Des attributions communales)

De gemeenteraadsleden werden rechtstreeks verkozen door de kiesgerechtigden van de gemeente. De burgemeester en schepenen daarentegen werden benoemd door de Koning (artikel 2). Onder het decreet van 8 oktober 1830 van het Voorlopig Bewind werden de burgemeester en schepenen nog rechtstreeks verkozen.
De gemeenteraad bestaat uit een (oneven) aantal leden, naargelang het aantal inwoners (artikel 4). De raadsleden worden verkozen voor een termijn van zes jaar, maar de raad wordt elke drie jaar voor de helft herverkozen (artikel 54). 
In gemeenten met deelgemeenten (sections) konden er hiervoor verkiezingen plaatsvinden (artikel 5).
De rangschikking van de gemeenten (artikel 19), om het aantal raadsleden en aantal schepenen te bepalen, werd na volkstelling vastgesteld bij wet, later bij koninklijk besluit.
Elke gemeente had een secretaris en een ontvanger (artikel 6).

### Evolutie aantal gemeenteraadsleden (artikel 4)
De oorspronkelijke verdeling in 1836 was als volgt:
| Klasse | Inwoners              | Leden |
| ------ | --------------------- | ----- |
| 1      | tot 1.000             | 7     |
| 2      | van 1.000 tot 3.000   | 9     |
| 3      | van 3.000 tot 10.000  | 11    |
| 4      | van 10.000 tot 15.000 | 13    |
| 5      | van 15.000 tot 20.000 | 15    |
| 6      | van 20.000 tot 25.000 | 17    |
| 7      | van 25.000 tot 30.000 | 19    |
| 8      | van 30.000 tot 35.000 | 21    |
| 9      | van 35.000 tot 40.000 | 23    |
| 10     | van 40.000 tot 50.000 | 25    |
| 11     | van 50.000 tot 60.000 | 27    |
| 12     | van 60.000 tot 70.000 | 29    |
| 13     | van 70.000 en hoger   | 31    |

Anno 1882 hadden Antwerpen, Brussel, Gent, en Luik meer dan 100.000 inwoners en was er geen stad of gemeente die tussen de 50.000 en 100.000 inwoners had.
De categorieën bleven ongewijzigd tot de Eerste Wereldoorlog, maar de wet van 1895 op de gemeenteverkiezingen gaf toegevoegde gemeenteraadsleden aan gemeenten met minstens 20.000 inwoners.
In 1920 werden de toegevoegde gemeenteraadsleden afgeschaft en de categorieën aangevuld:
| Klasse                 | Inwoners                | Leden |
| ---------------------- | ----------------------- | ----- |
| zie bovenstaande tabel |                         |       |
| 13                     | van 70.000 tot 80.000   | 31    |
| 14                     | van 70.000 tot 80.000   | 33    |
| 15                     | van 90.000 tot 100.000  | 35    |
| 16                     | van 100.000 tot 150.000 | 37    |
| 17                     | van 150.000 tot 200.000 | 39    |
| 18                     | van 200.000 tot 250.000 | 41    |
| 19                     | van 250.000 tot 300.000 | 43    |
| 20                     | 300.000 en hoger        | 45    |

Toen beslist werd de kiesleeftijd voor de gemeenteraadsverkiezingen te verlagen van 21 naar 18 jaar, werd ook het aantal raadsleden gewijzigd bij artikel 1, 2° van de wet van 9 juli 1970.
Bij wet van 23 juli 1971 betreffende de samenvoeging van gemeenten, werd bepaald dat elke nieuwe gemeente, ontstaan door fusie, voor de duur van twee mandaten twee extra raadsleden en één extra schepen telt.
Bij wet van 30 maart 1976 tot wijziging van artikelen 3 en 4 van de gemeentewet, werd een nieuwe tabel ingevoerd, die later is overgenomen in de Nieuwe Gemeentewet en nadien in de gewestelijke decreten:
| Inwoners        | Leden |
| --------------- | ----- |
| tot 999         | 7     |
| 1.000-1.999     | 9     |
| 2.000-2.999     | 11    |
| 3.000-3.999     | 13    |
| 4.000-4.999     | 15    |
| 5.000-6.999     | 17    |
| 7.000-8.999     | 19    |
| 9.000-11.999    | 21    |
| 12.000-14.999   | 23    |
| 15.000-19.999   | 25    |
| 20.000-24.999   | 27    |
| 25.000-29.999   | 29    |
| 30.000-34.999   | 31    |
| 35.000-39.999   | 33    |
| 40.000-49.999   | 35    |
| 50.000-59.999   | 37    |
| 60.000-69.999   | 39    |
| 70.000-79.999   | 41    |
| 80.000-89.999   | 43    |
| 90.000-99.999   | 45    |
| 100.000-149.999 | 47    |
| 150.000-199.999 | 49    |
| 200.000-249.999 | 51    |
| 250.000-299.999 | 53    |
| 300.000 of meer | 55    |

### Evolutie aantal schepenen (artikel 3)
Het college van burgemeester en schepenen bestond initieel uit twee schepenen in gemeenten van 20.000 inwoners en minder of vier schepenen in gemeenten met meer inwoners.
Specifieke wetten verhoogden dit aantal voor de grootste steden:
- Bij wet van 6 juni 1856 werd het aantal schepenen in de stad Brussel op vijf gebracht (in plaats van vier).
- Bij wet van 26 maart 1874 werd het aantal schepenen in de stad Antwerpen op vijf gebracht (in plaats van vier).
- Bij wet van 21 februari 1879 werd het aantal schepenen in de stad Charleroi op vier gebracht (in plaats van twee).
- Op het moment van de herziening van mei 1882 (op basis van de volkstelling van 31 december 1880) waren er 23 steden en gemeenten met meer dan 20.000 inwoners.[1] Opvallend was dat bij de vier steden met veruit de meeste inwoners, Gent en Luik nog in de gewone categorie van vier schepenen zaten. Omgekeerd had Charleroi minder dan 20.000 inwoners maar dus wel uitzonderlijk vier schepenen. Zonder Brussel en Antwerpen en mét Charleroi waren er dus 22 steden en gemeenten met vier schepenen.
- Bij wet van 30 december 1887 werd ten slotte het aantal schepenen in de stad Gent op vijf gebracht.
- Bij wet van 10 augustus 1901 werd het aantal schepenen in de stad Brugge op vijf gebracht.

Vervolgens werden er andere categorieën bepaald (vermoedelijk bij wet van 20 februari 1926):
- twee schepenen in gemeenten van 10.000 inwoners of minder;
- drie schepenen bij 10.000 tot 20.000 inwoners;
- vier schepenen bij 20.000 tot 50.000 inwoners;
- vijf schepenen bij 50.000 tot 150.000 inwoners;
- zes schepenen bij een bevolking van meer dan 150.000 inwoners;

Opnieuw werden er expliciete uitzonderingen aan deze categorieën toegevoegd voor bepaalde steden:
- Bij wet van 30 maart 1921 (die Laken, Haren en Neder-Over-Heembeek fuseerde met Brussel) werd het aantal schepenen in de stad Brussel van 6 tot 7 verhoogd.
- Bij wet van 27 augustus 1921 werd het aantal schepenen in de stad Gent van 6 naar 7 verhoogd.
- Bij wet van 20 juli 1926 werd het aantal schepenen in de stad Antwerpen van 6 naar 7 verhoogd.
- bij wet van 13 maart 1947 werd het aantal schepenen in de stad Antwerpen van 7 naar 8 verhoogd.
- Bij wet in 1953 werd het aantal schepenen in de stad Luik van 6 naar 7 verhoogd.[4]
- Bij wet van 22 juli 1953 werd de stad Oostende aan de categorie van 5 schepenen toegevoegd.[5]

Bij wet van 30 maart 1976 (in het kader van de grootschalige gemeentefusies) werden volgende categorieën bepaald:
- Er zijn 2 schepenen in de gemeenten van minder dan 1 000 inwoners;
- 3 schepenen in die van 1 000 tot 4 999 inwoners;
- 4 schepenen in die van 5 000 tot 9 999 inwoners;
- 5 schepenen in die van 10 000 tot 19 999 inwoners;
- 6 schepenen in die van 20 000 tot 29 999 inwoners;
- 7 schepenen in die van 30 000 tot 49 999 inwoners;
- 8 schepenen in die van 50 000 tot 99 999 inwoners;
- 9 schepenen in die van 100 000 tot 199 999 inwoners;
- 10 schepenen in die van 200 000 inwoners en daarboven.

Dit werd overgenomen in de Nieuwe Gemeentewet van 1988.

## Nieuwe Gemeentewet
De gemeentewet werd vele malen gewijzigd in de loop der jaren.
Bovendien werden de bepalingen rond de verkiezingen eruit gehaald en in het Kieswetboek van 18 mei 1872 samengebracht met Kieswet van 1831 en de electorale delen van de Provinciewet. Vanaf 1894 werden de wetten alweer uit elkaar gesplitst, met (wat het gemeenteniveau betreft) de wet van 12 september 1895 op de gemeenteverkiezingen. Nadien kwam er de wet op de gemeentelijke verkiezingen van 15 april 1920 en de Gemeentekieswet van 1932.
Het koninklijk besluit van 24 juni 1988 codificeerde de gemeentewet als de "Nieuwe Gemeentewet". Dit werd bekrachtigd bij wet van 26 mei 1989.
Vervolgens werd met het Lambermontakkoord van 2000 de bevoegdheid over gemeenten geregionaliseerd. De drie gewesten maakten hier gebruik van:
- Vlaanderen: Gemeentedecreet van 2005, nadien het Decreet Lokaal Bestuur van 2017. De Nieuwe Gemeentewet blijft echter deels nog geldig.[7]
- Brussel: werkt verder met de 'Nieuwe Gemeentewet'
- Wallonië: stelde in 2004 een Code de la démocratie locale et de la décentralisation op